# جو مالون لندن
جو مالون لندن (انگلیسی: Jo Malone London) شرکت لوازم آرایشی بریتانیایی است، که در سال ۱۹۹۰ تأسیس شد.